# Sybilla Zwamdrift
Sybilla Patricia (Sybilla) Zwamdrift  (Engels: Sybill Patricia Trelawney) is een personage uit de jeugdboekenserie Harry Potter, geschreven door de Britse schrijfster J.K. Rowling. Ze is lerares Waarzeggerij aan Zweinsteins Hogeschool voor Hekserij en Hocus-Pocus. 
Ze is een achterachterkleindochter van de befaamde Zieneres Cassandra Zwamdrift. Naar eigen zeggen heeft ze haar overovergrootmoeders (betovergrootmoeder) Zienersbloed geërfd, hoewel sommigen dat sterk betwijfelen. Ze heeft in haar hele leven voor zover bekend nog maar twee echte voorspellingen gedaan. Omdat ze daarbij in trance raakt, kan ze zich deze voorspellingen echter zelf niet meer herinneren. De eerste keer was toen Albus Perkamentus een sollicitatiegesprek met haar had waarin ze voorspelde dat er een jongen zou komen die uitverkoren was om Heer Voldemort te kunnen verslaan. De tweede keer was vlak na Harry's examen Waarzeggerij in diens derde jaar. De voorspellingen gingen allebei over Heer Voldemort. 
In Harry Potter en de Orde van de Feniks wordt Zwamdrift ontslagen door Dorothea Omber, maar wordt nog gered door Albus Perkamentus.
Professor Zwamdrift draagt veel sjaals en heeft een heel grote bril, die haar ogen sterk uitvergroot. Ze woont in de Noordertoren van Zweinstein, waar ze het altijd bloedheet maakt. Ze komt maar zelden uit haar kamer, naar eigen zeggen omdat dat de scherpte van haar Innerlijk Oog zou doen afnemen.
Tijdens de Slag om Zweinstein vocht Zwamdrift mee door met haar massief kristallen bollen naar de vijandelijke partij te gooien. Ze raakte onder meer de weerwolf Fenrir Vaalhaar, in een poging Belinda Broom van de dood te redden. Ook andere Dooddoeners werden bekogeld met kristallen bollen.
De naam Sybilla is afgeleid van de sibillen, wezens uit de Griekse mythologie met een grote aanleg voor waarzeggerij.